# Płaszczowina
Płaszczowina – nasunięcie o charakterze regionalnym, powstałe w wyniku przemieszczania i przeważnie sfałdowania warstw skalnych zepchniętych z podłoża, na którym się osadziły. Przemieszczenie odbywa się w zakresie kilku do ponad 200 km od pierwotnego występowania skał. Zbudowane głównie ze skał osadowych, czasami też metamorficznych lub magmowych. Płaszczowiny charakteryzują się bardzo małą miąższością w stosunku do szerokości i długości oraz przemieszczenia.
Przykładem gór o budowie płaszczowinowej są w Europie Karpaty oraz Alpy. W Karpatach płaszczowiny skierowane są (idąc wzdłuż łańcucha z zachodu na wschód i południe) ku północnemu zachodowi (na pograniczu Czech i Słowacji), ku północy (w Polsce), ku północnemu wschodowi i wschodowi(na Ukrainie), ku wschodowi, południowemu wschodowi i południowi (w Rumunii), czyli prawie dookoła.
Nie jest znany mechanizm powstawania płaszczowin. Obecnie powstanie większości wielkich płaszczowin powszechnie interpretuje się jako efekt poziomego nacisku płyt tektonicznych, który w czasie nasuwania się płyt jedna na drugą powoduje piętrzenie się i przesuwanie osadów leżących na płycie, lub grawitacyjnego spełzywania (płaszczowina grawitacyjna, tektonika grawitacyjna).